# Berlin, I Love You
Série Cities of Love
Tbilisi, I Love You
(2014)
Pour plus de détails, voir Fiche technique et Distribution.
Berlin, I Love You est un film collectif allemand à sketches, sorti en 2019. Il s'agit d'un nouveau volet du projet Cities of Love produit par Emmanuel Benbihy, après Paris, je t'aime (2005), New York, I Love You (2009), Tbilisi, I Love You (2014) et Rio, I Love You (2014).
Il est à noter que la participation prévue de l'artiste chinois Ai Weiwei, figure de l'opposition au pouvoir en Chine, a été coupée pour ne pas déplaire à Pékin.

## Fiche technique
Sauf indication contraire, les informations mentionnées dans cette section peuvent être confirmées par la base de données cinématographiques IMDb,  présente dans la section « Liens externes ».
- Titre original : Berlin, I Love You
- Réalisation : Dianna Agron, Peter Chelsom, Fernando Eimbcke, Justin Franklin, Dennis Gansel, Dani Levy, Daniel Lwowski, Josef Rusnak, Til Schweiger, Massy Tadjedin et Gabriela Tscherniak
- Scénario : Fernando Eimbcke, Justin Franklin, Dennis Gansel, Alison Kathleen Kelly, Dani Levy, Massy Tadjedin, Gabriela Tscherniak et David Vernon
- Direction artistique : Stephanie Rass
- Décors : Albrecht Konrad
- Costumes : Capucine Landreau et Heike Fademrecht
- Photographie : Kolja Brandt
- Montage : Peter R. Adam et Christoph Strothjohann
- Musique : David Hason
- Production : Claus Clausen, Edda Reiser et Josef Steinberger

Producteurs délégués : Emmanuel Benbihy
- Sociétés de production : Production Companies, Bily Media Berlin, Rheingold Films, Shotz Fiction Film, Walk on Water Filmproduction, Getaway Pictures et Ever So Close
- Société de distribution : Saban Films (États-Unis)
- Budget : n/a
- Pays de production :  Allemagne
- Langues originales : allemand, anglais
- Format : couleur -
- Genre : romance, drame, film à sketches
- Durée : 120 min
- Dates de sortie[2] :
  - États-Unis : 8 février 2019
  - Allemagne : 13 juin 2019

## Distribution
- Helen Mirren : Margaret
- Keira Knightley : Jane
- Mickey Rourke : Jim
- Diego Luna : Drag Queen
- Jim Sturgess : Jared
- Dianna Agron : Katarina
- Rafaëlle Cohen : Sara
- Jenna Dewan : Mandy
- Toni Garrn : Heather
- Sibel Kekilli : Yasil
- Hannelore Elsner : Mme Rose
- Robert Stadlober : Damiel
- Emily Beecham : Hannah
- Luke Wilson : Burke Linz
- Charlotte Le Bon : Rose
- Iwan Rheon : Greg
- Nolan Gerard Funk : Nico
- Julia Dietze : Tania
- Nikolai Kinski : Alister
- Alexander Black : Selim
- Sylvester Groth : Frosch
- Veronica Ferres :
- Max Raabe : Else
- Kostas Sommer : Agent
- Yvonne Maria Schäfer : Janis

## Production
Il est annoncé en octobre 2017 que le tournage du nouveau volet de la série Cities of Love a débuté et qu'il s'achèvera en novembre de la même année. La distribution comprend notamment Helen Mirren, Keira Knightley, Jim Sturgess, Mickey Rourke et Diego Luna. Emily Beecham est annoncée en juin 2018.
En février 2019, l'artiste chinois Ai Weiwei révèle que son segment a été coupé au montage, en raison de pressions du gouvernement chinois : « la raison que l'on m'a donnée pour la suppression de cet épisode est que mon statut politique posait des difficultés à la production ».

## Accueil
Sur l'agrégateur américain Rotten Tomatoes, le film n’obtient que 19 % d'avis favorables, pour seize critiques et une note moyenne de 3,8⁄10.